# 白齊克
恰克·巴斯（Charles Bartholomew "Chuck" Bass），香港譯白齊克，中國大陸譯恰克·巴斯，美國熱門電視劇《花邊教主》中的主角。